# Рујни пехар
{{Taxobox
| image = Sarcoscypha austriaca 81949.jpg
| image_width = 235px
| image_caption = 
| regnum = 
| divisio = 
| subdivisio = 
| classis = 
| ordo = 
| familia = 
| genus = 
| species = 
| binomial = 
| binomial_authority = 
| synonyms = -{Lachnea austriaca (Beck) Sacc.

Peziza austriaca Beck}-
}}
Рујни Пехар/ Шкрлетна чашица (лат. Sarcoscypha austriaca) је јестива гљива коју се може наћи на тањим, у земљи, укопаним гранчицама, нарочино на јохиним и багремовим. Понекад се могу наћи и на липовим, платаниним, јаворовим и врбиним гранчицама. Већином је по више примјерака на истој гранчица. Свуда на свијету је ријетла али на Балкану је врло честа. У неким крајевима, нарочито на мјестима гдје се сјече багрем за колцем је можемо наћи чак и у великом броју. Може се наћи у равницама, по планинама или чак код мора.

## Апотециј
Апотециј код рујног пехара је широк од 2 до 6 центиметара. Висок је од 0,5 ди 2,5 центиматра. Има облик капице или чашице за ликер, ако се гледа заједно са стручком. Одрасли, ако нису пригњечени, ријетко су валовита краја: само код најмлађих крај је окренут према унутра, иначе усправан.

## Химениј
Химениј код рујног пехара је гладак и раван. Понекад је слабо венозан у средини. Влажан је, без сјаја али интензивно и зрачеће црвен; боје крви, ружа за усне и сл.

## Ексципулум
Сачињен је од густих, врло ситних длачица, које се испреплећу и гомилају зрнасто-пахуљасто . Све су крупније према дну. У промоченог или влажног примјера је црвен. Сушењем почиње да бјели од краја надоље, док цио не постане бијел.

## Стручак
Стручак код ове гљиве је величине 1-4-(7)/0,3-0,7 центиметара. Истобојан је, такође обрастао сићушним бијелим полеглим длачицама. Ка горе се шири, јер постепено прелази у клобук. Веома је жилав, тврд и пун.

## Месо
Месо ове гљиве је танко, ка доље све дебље; до 2 милиметра. Оно је воштано, еластично и мало жилаво (и у стручку и у клобуку). Укус изразито подсјећа на шећер док мириса нема.

## Микроскопија
Споре hyaline. Млађе су елипсоидне, зреле на оба краја; подрезане и чак мало улубљене с много ситних капљица. Капљице се групишу према половима (24-34/8,5-13,5). Асци не плаве у јоду, унисериатни су. Такође су и осмоспорни (360-450-480). Парафизе су септиране, са зрнасто-капљастим (смеђе)црвеним пигментом. Пигмент у Мелзеру позелени; врло витке (1,5-2,5).

## Доба
(XI) I-V, већ под снијегом или крај њега.

## Јестивост
Иако је ова гљива жилава, лако је сварљива. Рујни пехар је сварљива, слатка гљива (иако нема никакву посебну арому). Задржава боју и облик и приликом кувања, стављања у салату, пржења. Због тога је приклазна за гарнирање других јела. Неки од ње праве слатко. Стручке у сваком случају треба бацити.